# 盧嬪 (北齊)
卢嫔（?—?），北齊時代人物，北齊文宣帝高洋、武成帝高湛之嫔。
卢嫔是卢勒叉妹妹，齐武成帝纳为妃嫔。因卢嫔没有生育，于是收养淮南王高仁光为子。565年，高湛传位于太子高纬，自任太上皇。569年，高湛死后，高湛的皇后胡氏让卢嫔自杀，卢嫔悲哭，皇帝高纬为之恻怆，高纬私自给她衣物，放她出宫。